# Benelli TNT300A
La Benelli TNT 300 también llamada Benelli TNT 302 o BN302 es una Motocicleta con motor de 300cc, fabricada por Benelli de tipo naked o streetfighter. Su posición de manejo es deportiva pero no en exceso, ya que es erguida pero con los pies ligeramente atrás. "TNT" viene de "Tornado Naked Tre" (Tornado Naked Tres). Es un modelo adecuado para iniciarse en el mundo de la motocicleta deportiva. Es bicilíndrica a 4 tiempos, con inyección electrónica y enfriamiento por líquido. Tiene un gran faro delantero y un tanque de 16 litros, muy voluminoso.  Tiene adelante horquilla invertida, frenos de disco doble adelante y sencillo atrás y suspensión mono-shock lateral ajustable en la parte trasera. Acabados y tornillería básicos, luces direccionales (también son de emergencia)  y de freno tipo LED.

## Manejo
No se siente voluminosa. Es ergonómica, con manubrio casi recto, pero los posa-pies están un poco atrasados. La postura para el piloto es erguida con un toque deportivo sin llegar a ser incómoda. Las piernas encajan en el depósito de combustible, lo que da confianza al maniobrar en el tráfico. La caja de cambios es muy suave.
La línea de la moto es muy italiana con un ángulo corto que redunda en buena maniobrabilidad en las curvas.  La dirección es precisa y tiene una estabilidad destacable.